# Aitne (måne)
Aitne (Jupiter XXXI) er en af Jupiters måner. Den blev opdaget 9. december 2001 af et hold astronomer fra Hawaiis Universitet under ledelse af Scott S. Sheppard. Lige efter opdagelsen fik den den midlertidige betegnelse S/2001 J 11, men siden da har den Internationale Astronomiske Union formelt besluttet at opkalde den efter nymfen Aitne fra den græske mytologi.
Aitne udgør sammen med 16 andre Jupiter-måner den såkaldte Carme-gruppe, som har næsten ens omløbsbaner omkring Jupiter. Gruppen har navn efter Carme, som er et af dens medlemmer.